# 松戸隆政
松戸 隆政（まつど たかまさ、1978年11月7日 - ）は、日本の政治家。千葉県松戸市長（1期目）。元千葉県議会議員（4期）。

## 経歴
千葉県松戸市出身。本源寺幼稚園、松戸市立大橋小学校、市川中学校・高等学校を経て早稲田大学政治経済学部卒業。2003年4月、大和証券SMBC株式会社入社。2009年8月より衆議院議員公設第一秘書を務める。2010年3月、東京大学大学院修了。
2011年の千葉県議会議員選挙にみんなの党公認で初当選し、以降4期連続当選。みんなの党解党後は維新の党、民進党、国民民主党に所属した。2023年の県議選では日本維新の会公認で立候補し、4選。同県議選後は田沼隆志県議と共に会派「千葉新政会」に所属していたが、2024年4月1日に同会派は中立系会派の千葉新政策議員団に合流した。
2025年4月に維新を離党。5月1日に松戸市長選への立候補を表明し、同22日付で県議を辞職。
6月1日に市長選の投開票が行われ、新市庁舎計画の白紙撤回を掲げた松戸が、現職の本郷谷健次から後継指名を受けた前副市長の小玉典彦ら4人を破り初当選した。松戸は県議時代に所属していた日本維新の会千葉県総支部から支持を受けており、首都圏（関東地方）における維新系首長の誕生は今回が初めてとなった。市名と同じ姓は埼玉県行田市長の行田邦子に続き現職では2人目。6月3日、松戸市長に就任。同月18日、松戸は市長選で破った小玉を副市長に再任する人事案を市議会に提出した。「対立する政策を掲げていた2人が一緒に市政運営することへの違和感が拭えない」などと反対意見が相次いだが、賛成22、反対20の僅差で同意された。松戸は答弁で小玉について「行政マンで実績を積んできた。選挙ではライバルだったが、市を前に進める同志でもある。副市長に適任」と理解を求めた。

## 選挙歴
- 2006年11月12日 松戸市議会議員選挙 無所属、1,336票、落選[19]
- 2011年4月10日 千葉県議会議員選挙（松戸市選挙区）みんなの党公認、15,521票、当選[20]
- 2015年4月12日 千葉県議会議員選挙（松戸市選挙区）維新の党公認、16,371票、当選[21]
- 2019年4月7日 千葉県議会議員選挙（松戸市選挙区）国民民主党公認、15,494票、当選[22]
- 2023年4月9日 千葉県議会議員選挙（松戸市選挙区）日本維新の会公認、23,523票、当選[23]
- 2025年6月1日 松戸市長選挙 無所属、46,295票、当選[24]

## 人物
- 実家はラーメン屋で、松戸市内で40年弱続いた。松戸発祥の二十世紀梨を発見した松戸覚之助は遠縁の親戚にあたる[25]。
- 世界平和統一家庭連合（旧統一教会）との接点について問う共同通信社のアンケートで、過去に関連する会合に出席したことがあると回答した[26]。